# Панорама Вилиџ (Тексас)
Панорама Вилиџ (енгл. Panorama Village) град је у америчкој савезној држави Тексас. По попису становништва из 2010. у њему је живело 2.170 становника.

## Демографија
Према попису становништва из 2010. у граду је живело 2.170 становника, што је 205 (10,4%) становника више него 2000. године.
| Група             | 2000.         | 2010.         |
| Белци             | 1.877 (95,5%) | 1.993 (91,8%) |
| Афроамериканци    | 12 (0,6%)     | 24 (1,1%)     |
| Азијати           | 6 (0,3%)      | 13 (0,6%)     |
| Хиспаноамериканци | 52 (2,6%)     | 122 (5,6%)    |
| Укупно            | 1.965         | 2.170         |